# Die Datenschleuder
Die Datenschleuder. Das wissenschaftliche Fachblatt für Datenreisende est un magazine hacker allemand qui est édité quatre fois par an par le Chaos Computer Club (CCC).
Le magazine traite principalement les aspects politiques et techniques du monde numérique (et des libertés individuelles), de la protection de la vie privée, de cryptographie.
Die Datenschleuder a été publié pour la première fois en 1984.